# Orogenia Laramide

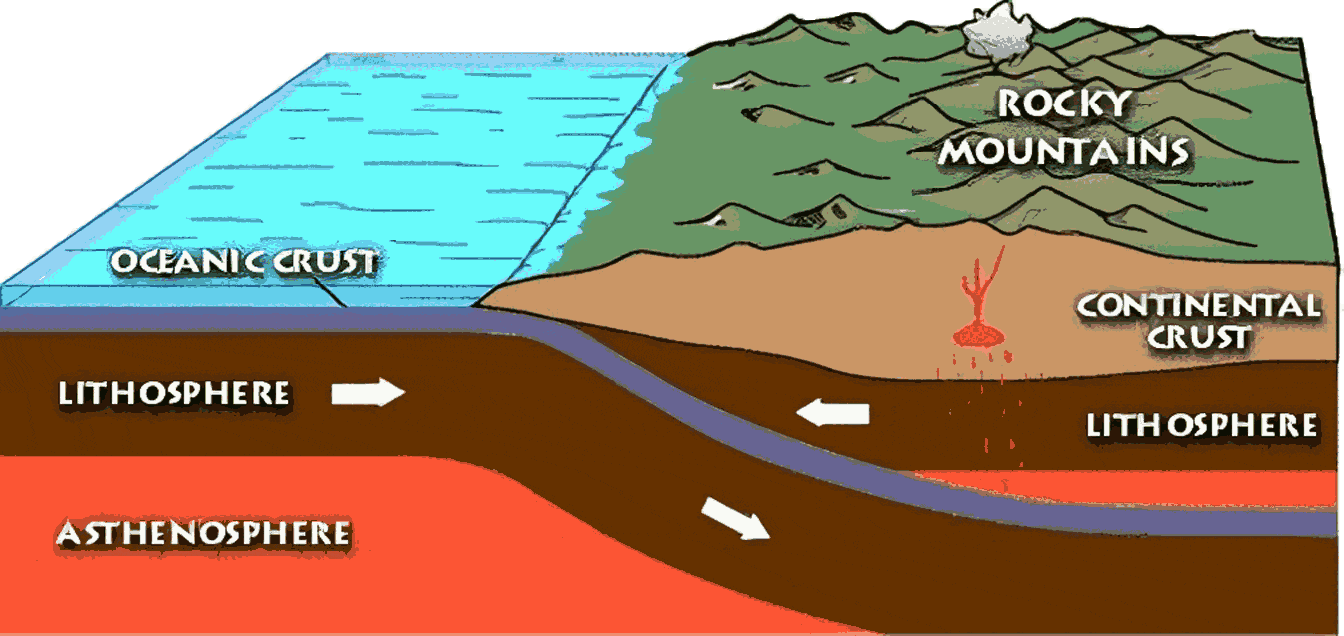
La orogenia Laramide fue causada por una subducción de una placa con un ámgulo pequeño.

La orogenia Laramide fue un proceso de formación de montañas (orogénesis) que se produjo en el oeste de Norteamérica y que comenzó en el Cretácico superior hace unos 70 a 80 millones de años atrás y terminó hace 20 a 55 millones de años. La causa y duración exacta de la orogénesis son objeto de controversia. La orogenia se produjo en una serie de impulsos, alternadas con fases de inactividad. La principal consecuencia fue la formación de las Montañas Rocosas, pero pruebas de esta orogénesis se puede encontrar desde Alaska hasta el norte de México, siendo la montaña más oriental la representada por Black Hills de Dakota del Sur. El fenómeno es denominado así por las Montañas Laramie del este de Wyoming.
En México formó la Sierra Madre Oriental (40 a 20 millones de años atrás), alcanzó hasta la parte suroeste de la Sierra Gorda y cubrió las rocas sedimentarias con materiales volcánicos, en general de color claro (riolitas, tobas y algunas otras rocas volcánicas ácidas). Más tarde, desde fines del Terciario y hasta hace unos cuantos milenios, las zonas sur y sureste de la entidad se han visto sujetas a la aparición de varios volcanes que han cubierto amplias zonas con lavas y rocas volcánicas (también llamadas ígneas extrusivas) de varios tipos, entre las que destacan los basaltos (ricos en minerales de hierro y magnesio, de color negro, gris oscuro o rojo oscuro, que forman muchos cerros, mesetas y lomas) y las tobas, producto de la emisión de ceniza (pequeñas partículas de roca) a la atmósfera, que se han depositado y consolidado formando profundas capas de color amarillento o crema en las llanuras y laderas suaves.